# Pałac sportów walki Ak Bars
Pałac sportów walki Ak Bars (ros. Дворец единоборств «Ак Барс») – kryty obiekt sportowy w Kazaniu, w Rosji. Służy do uprawiania rozmaitych sportów walki. Został oddany do użytku w 2009 roku. Położony jest na prawym brzegu Kazanki, niedaleko Mostu Milenijnego.
Główna hala obiektu ma wymiary 70 × 28 m i może służyć do rozgrywania zawodów. Jej trybuny mogą pomieścić 2000 widzów. Ponadto wewnątrz obiektu znajduje się kilka sal treningowych, siłownia, sauny, szatnie czy 25-metrowy basen.
Obiekt był jedną z aren 27. Letniej Uniwersjady w 2013 roku, poza tym odbywało się na nim wiele innych znaczących zawodów, m.in. mistrzostwa Europy w sambo (2016) i mistrzostwa Europy w taekwondo (2018).